# Bergholtz, Haut-Rhin
Bergholtz är en kommun i departementet Haut-Rhin i regionen Grand Est (tidigare regionen Alsace) i nordöstra Frankrike. Kommunen ligger i kantonen Guebwiller som tillhör arrondissementet Guebwiller. År 2022 hade Bergholtz 1 073 invånare.

## Befolkningsutveckling
Antalet invånare i kommunen Bergholtz
| Referens: INSEE |